# Mostov
Mostov (németül: Mostau) Odrava településrésze Csehországban a Karlovy Vary-i kerület Chebi járásában. Központi községétől 1,5 km-re északra fekszik. A 2001-es népszámlálási adatok szerint 28 lakóháza és 30 lakosa van.

## Nevezetességek
- Kastélyát 1520-ban említik írott források elsőként. A 18. század kezdetén barokk stílusban átépítették. 1945-ben államosították, ezt követően a helybéli állami gazdaság birtokában volt. Jelenleg szállodaként működik.